# 拿騷的安娜
拿騷的安娜（Anna van Nassau，1563年11月5日—1588年6月13日）是奧蘭治親王威廉一世與第二任妻子薩克森的安娜的女兒。她嫁給堂兄威廉·洛德維克，拿騷-迪倫堡伯爵。

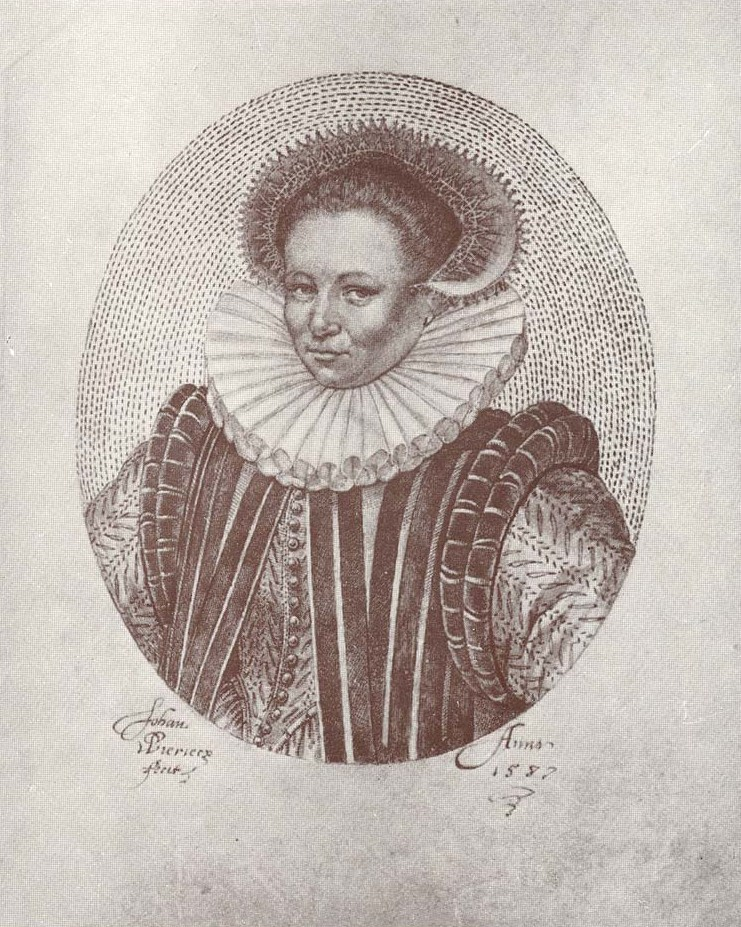
拿騷的安娜